# Rio Gherdeal
O Rio Gherdeal é um rio da Romênia, afluente do Rio Pârâul Nou, localizado no distrito de Sibiu.